# Acaponeta (kommun)
Acaponeta är en kommun i Mexiko.   Den ligger i delstaten Nayarit, i den centrala delen av landet, 700 km nordväst om huvudstaden Mexico City.
Följande samhällen finns i Acaponeta:
- Acaponeta
- El Recodo
- El Resbalón
- El Centenario
- El Aguaje
- El Tejón
- San Dieguito de Arriba
- Buenavista
- El Naranjo
- Cerro Bola
- Valle de la Urraca
- Piedra Ancha
- Las Casitas
- La Paloma Primera
- Llano de Mariquitas
- Los Sandovales
- El Ochenta y Seis
- La Lagunita
- El Tacote
- Amado Nervo
- La Paloma Nueva Reforma
- El Carrizal